# Gladys Brandao
Gladys Del Carmen Brandao Amaya (nacida el 27 de marzo de 1991) es una actriz, presentadora de televisión, modelo y ganadora de un concurso de belleza panameña que fue coronada Miss Panamá 2015 y representó a Panamá en el certamen Miss Universo 2015.

## Biografía
Brandao fue coronada Miss Panamá 2015 representando a Los Santos, convirtiéndose en la octava mujer de la provincia de Los Santos en ganar el título. Como Miss Panamá 2015, Brandao compitió en el certamen Miss Universo 2015 en Estados Unidos, pero no obtuvo un lugar.